# Anni 420 a.C.
Gli anni 420 a.C. sono il decennio che comprende gli anni dal 429 a.C. al 420 a.C. inclusi.

## Nati
- Archita, filosofo, matematico e politico greco antico († 360 a.C.)425 a.C.
- Demetrio, scultore greco antico († 355 a.C.)

## Morti
- Paralo, militare ateniese
- Pericle, generale e politico ateniese
- Santippo, militare ateniese428 a.C.
- Lisicle, politico e militare ateniese427 a.C.
- Archidamo II, sovrano spartano424 a.C.

- Aristone, nobile greco antico
- Artaserse I di Persia, imperatore persiano
- Ippocrate di Atene, militare ateniese
- Ipponico III, militare ateniese
- Serse II di Persia, sovrano persiano
- Sitalce, re
- Sogdiano di Persia, sovrano persiano

- Brasida, militare spartano
- Cleone, politico e militare ateniese